# Aino Puronen
Aino Puronen o Aino Andréievna Púronen (en rus: Айно Андреевна Пуронен) (Tosno, óblast de Leningrad, 20 de gener de 1936) va ser una ciclista soviètica d'origen ingrià. Va competir tant en carretera com en pista aconseguint medalles en ambdós campionats mundials.